# Sant Cugat Futbol Club
El Sant Cugat Futbol Club, antigament anomenat Sant Cugat Esport Futbol Club és un club de futbol català de la ciutat de Sant Cugat del Vallès, al Vallès Occidental.

## Història
El Sant Cugat Sport Futbol Club va ser fundat l'any 1916. El club visqué els seus millors anys a la dècada dels trenta, arribant a tenir més de 200 socis. El 1931 fou nomenat president honorari Josep Sunyol. En aquesta època tenia uns dos-cents socis. La temporada 1931/1932 es proclama campió de la primera categoria d'afeccionats Entre 1932 i 1935 el club jugà a la segona categoria del Campionat de Catalunya de futbol.
El 1936-37 s'anomenà Sant Cugat FC i la temporada 1939-38 Pins del Vallès FC. Després de la Guerra el club es reorganitzà amb el nom de Club Esportiu Sant Cugat, nom que mantingué fins als anys 90. La temporada 1957-1958 ascendí per primer cop a Tercera Divisió, mentre que la 1991-1992 fou la darrera en aquesta categoria (a data de 2012). Després d'aquest descens el club patí una greu crisi i a meitats dels 90 es reestructurà adoptant el nom històric del club.
El club ha jugat els seus partits a diferents zones de la ciutat, primer darrere el Monestir, més tard a la Rambla del Celler i actualment a Coll-Favà (Zona Esportiva Municipal Jaume Tubau).
El desembre del 2016, l'assemblea de socis va cordar que canviaria el nom de Sant Cugat Esport Futbol Club per passar-se a dir Sant Cugat Futbol Club. El 9 de juny va fer-se efectiu aquest canvi de nom amb l'aprovació de la Secretaria General de l'Esport i la Federació Catalana de Futbol.

## Temporades
El club jugà quatre temporades a tercera divisió, com a CE Sant Cugat.
- 1958-59: 3a Divisió 16è
- 1989-90: 3a Divisió 9è
- 1990-91: 3a Divisió 14è
- 1991-92: 3a Divisió 20è
- 1992-93: 1a Div. Catalana 16è
- 1993-94: 1a Div. Catalana 16è
- 1994-95: 1a Div. Catalana 18è
- 1997-98: 1a Div. Catalana 17è
- 1998-99: 1a Div. Catalana 12è
- 1999-00: 1a Div. Catalana 20è
- 2011-12: 2a Catalana G3 2n

## Palmarès
- Primera Catalana: 1989 II, 1997 I
- Segona Catalana: 1958 I, 1986 III, 2004 III, 2016 III, 2020 III